# 李维斗
李维斗（1964年—），汉族，中华人民共和国政治人物、第十一届全国政协委员。
担任一汽大众集团董事、一汽富奥江森集团公司董事。2008年，当选第十一届全国政协委员，代表科学技术界，分入第三十一组。